# لیسا استنسفیلد
لیسا استنسفیلد (به انگلیسی: Lisa Stansfield) (زاده ۱۱ آوریل ۱۹۶۶) خواننده و ترانه‌سرای انگلیسی است.